# جون ويست (مؤرخ)
جون ويست (بالإنجليزية: John West)‏ هو مؤرخ أسترالي، ولد في 7 مارس 1924 في بادينغتون ‏ في أستراليا، وتوفي في 9 يوليو 2008.